# Le Tombeau des lucioles
Le Tombeau des lucioles (火垂るの墓, Hotaru no haka) est un film d'animation japonais d'Isao Takahata du studio Ghibli, sorti en 1988 au Japon et en 1996 en France. Il est adapté de La Tombe des lucioles, nouvelle semi-autobiographique écrite en 1967 par Akiyuki Nosaka. Il relate l'histoire de deux orphelins qui tentent de survivre au Japon à la fin de la Seconde Guerre mondiale. Cette œuvre est célèbre pour sa grande profondeur tragique particulièrement poignante (qui le rend peu adapté à un public trop jeune). Ce film est considéré comme l'un des plus grands chefs-d’œuvre des longs-métrages d'animation, tous pays ou styles confondus, et il est devenu un classique de l'animation japonaise.

## Synopsis

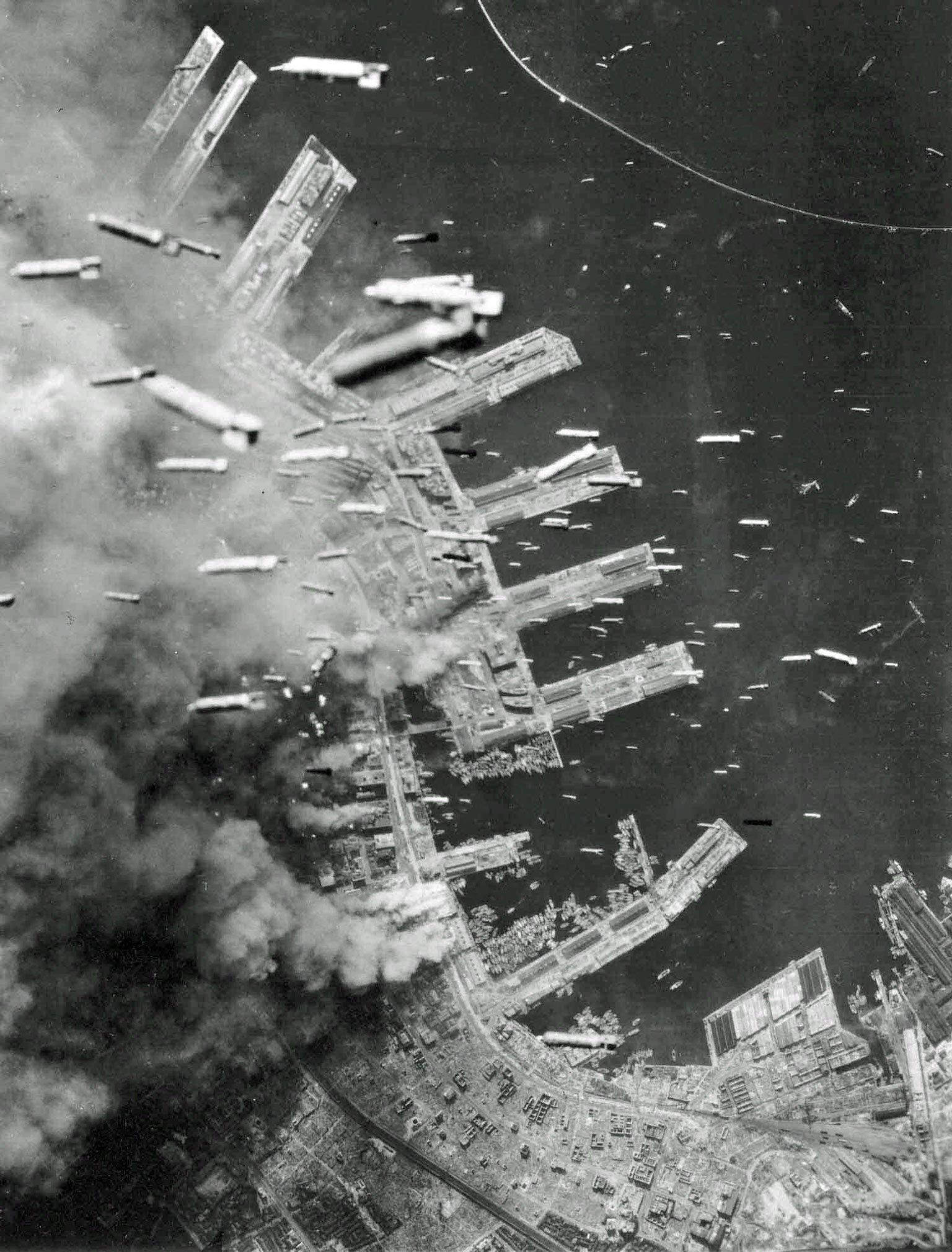
Bombardement de Kobe.

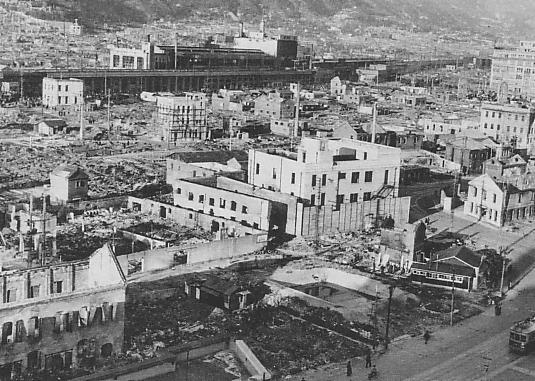
Vue partielle de Kobe après le bombardement.

L'histoire débute au cours du printemps 1945, au Japon, durant la Seconde Guerre mondiale.
Seita est un adolescent de quatorze ans et sa jeune sœur, Setsuko, en a quatre. Leur père est un officier supérieur de la marine impériale japonaise, enrôlé dans les forces navales depuis plusieurs années. Ils vivent donc avec leur mère dans la ville de Kōbe. Lorsque les forces armées américaines mènent une attaque à la bombe incendiaire sur cette ville portuaire, la famille est obligée de fuir. Seita et Setsuko, séparés de leur mère, fuient vers la mer et assistent de loin aux bombardements de la ville. Bloquée par le gigantesque incendie provoqué dans la cité, la mère ne peut s'enfuir à temps. Très grièvement brûlée et affaiblie par sa maladie cardiaque, elle succombe à ses blessures le lendemain. 
Après cet évènement et sans nouvelles de leur père, les deux enfants se trouvent livrés à eux-mêmes et partent habiter chez leur tante, qui vit à Nishinomiya. Cette dernière, relativement accueillante au début, les traite progressivement comme des fardeaux, volant leur nourriture et se montrant méprisante à leur égard.
La situation devenue insupportable et la découverte d'une confortable somme d'argent sur le compte de leur mère permettent aux enfants de partir et de se réfugier dans un abri désaffecté, en dehors de la ville, près d'un lac. Celui-ci est illuminé la nuit par des milliers de lucioles. Les problèmes s'enchaînent : la nourriture vient à manquer et Setsuko est victime d'une sévère anémie. Seita se met alors à voler de la nourriture, mais il est surpris par un fermier qui le bat et l'envoie au commissariat. Le policier comprend que le vol de nourriture s'explique par le fait que Seita est affamé et gracie le jeune garçon. En désespoir de cause, ce dernier part en ville vider le compte en banque de ses parents, et apprend à l'occasion la capitulation du Japon et la destruction de la marine japonaise. De retour à l'abri avec de la nourriture fraîche et de qualité, il ne parvient malheureusement pas à sauver sa sœur cadette, qui agonise d'une mort lente et atroce. Après avoir incinéré le corps de celle-ci et mis ses cendres dans la boîte à bonbon qu'il lui avait offerte avant de quitter la maison de leur tante (l’un des rares plaisirs gastronomiques de Setsuko durant leurs mésaventures), se retrouvant seul sans famille aimante, le frère aîné se laisse, lui aussi, dépérir jusqu'à ce que la mort l'emporte, dans une gare.
Les esprits des deux enfants, réunis et paisibles, ne souffrant plus de rien, contemplent alors le Kōbe moderne.

## Fiche technique
- Titre original : 火垂るの墓 (Hotaru no haka)
- Titre français : Le Tombeau des lucioles
- Réalisation : Isao Takahata
- Scénario : Isao Takahata, d'après la nouvelle La Tombe des lucioles de Akiyuki Nosaka
- Dessins : Yoshifumi Kondō
- Musique : Michio Mamiya
- Photographie : Nobuo Koyama
- Montage : Takeshi Seyama
- Production : Tōru Hara
- Sociétés de production : Studio Ghibli
- Sociétés de distribution : Kazé
- Pays de production :  Japon
- Langue originale : japonais
- Format : couleurs – 35 mm – son Dolby Digital
- Genre : animation, drame, guerre
- Durée : 90 minutes
- Dates de sortie :
  - Japon : 16 avril 1988
  - France : 19 juin 1996
- Classification : tous publics

## Distribution des voix
Note : Pour la ressortie du film sur Netflix en 2025, la plateforme a produit un nouveau doublage français, réalisé sous la direction artistique de Jean-Marc Pannetier. Ce redoublage est ici représenté en italique.
| Personnages | Japonais          | Français                          |
| ----------- | ----------------- | --------------------------------- |
| Mère        | Yoshiko Shinohara | Marina Tourbon Kelly Marot        |
| Setsuko     | Ayano Shiraishi   | Kelly Marot Fanny Vambacas        |
| Seita       | Tsutomu Tatsumi   | Pascal Grull Esteban Oertli       |
| Tante       | Akemi Yamaguchi   | Marie-Martine Marie-Laure Dougnac |

- Versions françaises
  - Studio de doublage : Libra Films[3]
Dubbing Brothers
  - Direction artistique : Brigitte Lecordier
Jean-Marc Pannetier
  - Adaptation : Christine de Chérisey
Emmanuel Pettini

## Personnages
Seita
Jeune garçon de 14 ans, il se voit dans l'obligation de s'occuper seul de sa petite sœur, Setsuko, après la mort de leur mère. Soucieux de préserver la petite fille, il lui cache certaines choses et l'amuse le plus souvent possible. Malgré tous ses efforts et son amour pour elle, il se révélera trop jeune pour la sauver des horreurs de la guerre. Il décède le 21 septembre 1945 dans une gare.
Setsuko
Petite sœur de Seita, elle a un caractère enfantin typique de ses 4 ans. Mais elle comprend beaucoup de choses, y compris ce qu'on veut lui cacher. Elle est très attachée à son frère. Victime de malnutrition, elle ne peut résister et s'éteint après avoir remercié Seita.
La tante
Sœur du père, elle recueille les enfants à la mort de leur mère, elle vit avec sa fille et un homme qui participent tous deux aux efforts de guerre. Au début relativement affectueuse, son aigreur, sa mauvaise volonté envers les deux enfants auront raison de leur bonne volonté. Ses critiques incessantes concernant leur inactivité dans l'effort de guerre ainsi que l'appropriation de leur biens finiront par pousser Seita et Setsuko à partir et à s'installer seuls.
La mère
Elle semble douce. Comme elle est cardiaque, Seita a tendance à la protéger. Elle mourra dans les heures suivant le bombardement de Kobe.
Le policier
C'est le seul adulte qui sera compréhensif vis-à-vis du comportement de Seita.

## Autour du film
Akiyuki Nosaka — l’auteur de la nouvelle La Tombe des lucioles dont la sœur mourut de malnutrition pendant la guerre — a toujours refusé que sa nouvelle soit adaptée au cinéma classique : « Il est impossible d’arriver à retranscrire la terre brûlée et les champs de ruines qui constituent littéralement l’épine dorsale de mon roman. » Elle a toutefois fait l'objet d'une adaptation non animée pour la télévision en 2005.
Le réalisateur dit s'être inspiré de Paulette, la petite fille du film Jeux interdits interprétée par Brigitte Fossey, pour la gestuelle de la petite fille (Setsuko).
L'un des points les plus importants dans cette œuvre est le réalisme. Bien que dessinés, les décors sont crédibles. Comme le dit Bernard Génin dans l’article de Télérama du 19 juin 1996 : « Dès le début, la reconstitution d’un bombardement sur Kobe, dans des décors d’une précision hallucinante, installe un réalisme quasi documentaire. »
Akiyuki Nosaka confirme cela dans une interview incluse dans le coffret DVD Collector du film, distribué par Kaze. Nosaka a vécu cet enfer étant jeune, et il explique dans cette interview que voir ce film lui a fait reconnaître chaque maison, chaque coin de rue, et le replongeait dans son enfance, car le quartier représenté dans l’œuvre de Takahata est celui où il a vécu étant petit.
Le réalisateur Isao Takahata fut lui-même amené, lors du bombardement américain sur Okayama en juin 1945, à fuir en pyjama avec l’une de ses sœurs. Il resta plusieurs jours sans nouvelles de ses parents.
Le Tombeau des lucioles, à travers les yeux de Seita et de Setsuko, évoque des thématiques profondes telles que le deuil, la perte, la survie, la famille ou encore les conséquences dévastatrices de la guerre sur les civils. Le récit de Takahata se veut anti-manichéen, chaque personnage ayant ses propres raisons d'agir selon des circonstances tragiques. Le film vise à démontrer la réalité brute de la guerre et est aidé en cela par son style réaliste. 
Lors d'une projection publique en juillet 2007 à Poitiers, Isao Takahata a expliqué que le titre de la nouvelle en japonais était Hotaru no Haka mais que le kanji choisi par Akiyuki Nosaka était une homophonie du mot « luciole » qui signifie « feux tombants », faisant un lien avec les bombardements et les bombes enflammées qui tombaient du ciel.

## Accueil

### Accueil critique
Au début de son lancement au Japon, le film connaît un grand succès critique mais paradoxalement un nombre d'entrées limité : jugé trop sombre et traumatisant, les parents n'osent pas emmener leurs enfants le voir — seule la sortie, conjointe, de Mon voisin Totoro de Hayao Miyazaki sauve le Studio Ghibli de la banqueroute. C'est donc surtout auprès d'un public adolescent et adulte que le film a bâti son succès par la suite, succès qui n'a fait que croître depuis et devenu un véritable triomphe autant au Japon que dans le reste du monde, propulsant cette œuvre au rang de film culte.
Le Tombeau des lucioles a connu un grand succès critique dans le monde entier (sauf dans les pays où il fut censuré comme les deux Corées) et est devenu un des classiques du cinéma d'animation japonais, même si sa noirceur a pu choquer certaines sensibilités. Aux États-Unis, l'agrégateur de critiques Rotten Tomatoes lui décerne la note record de 98 % de critiques positives, avec une note moyenne de 9,1/10. Le critique Roger Ebert du Chicago Sun-Times le considère comme « un des plus grands films de guerre de tous les temps » ; le film est classé 12e de la liste des meilleurs films d'animations de Total Film, 19e au Top 50 Anime released in North America de Wizard's Anime et 10e sur la liste des meilleurs films de guerre selon Time Out.
En France, où il sort en salle en 1996, huit ans après la sortie japonaise, le site Allociné propose une note moyenne de 4/5 pour les critiques de la presse française, ce qui le classe dans le top 10 des meilleurs films d'animation de tous les temps selon le site.
- Pour Positif, Gilles Ciment écrit : « C’est précisément en affichant le soin particulier à reconstituer, ou plutôt à interpréter graphiquement certains détails […] que le réalisateur éveille l’attention du spectateur. C’est par ce surcroît de réalisme qu’il crée la poésie[19]. »
- Pour Télérama, Bernard Génin écrit : « Avec une histoire toute simple — un petit garçon veille sur sa sœur malade — Takahata éblouit[19]. »
- Dans Le Figaro, on lit en 1996 : « Le Tombeau des lucioles n’épargne pas le spectateur. Ce pourrait être un dessin animé pour adultes tant certaines scènes sont dures[19]. »
- Pour Le Monde, « En dépit d’une pente mélodramatique que le réalisateur ne sait pas toujours éviter, on ne peut qu’être impressionné par un sens du récit et de l’observation (…) qui évoque à maints égards le réalisme d’Ozu[19]. »
- Pour Libération, Didier Péron écrit : « Le forçage sentimentaliste et la fibre Cosette tendue à claquer est emporté par le style de Takahata[19]. »

### Distinctions
| Année | Récompense                                     | Catégorie                 | Résultat | Attribution   |
| ----- | ---------------------------------------------- | ------------------------- | -------- | ------------- |
| 1989  | Blue Ribbon Awards                             | Special Award             | Lauréat  | Isao Takahata |
| 1994  | Chicago International Children's Film Festival | Animation Jury Award      | Lauréat  | Isao Takahata |
| 1994  | Chicago International Children's Film Festival | Rights of the Child Award | Lauréat  | Isao Takahata |